# Domata Peko
(en) Statistiques sur pro-football-reference
Domata Uluaifaasau Peko, né le 27 novembre 1984 à Los Angeles, Californie, est un joueur américain de football américain évoluant au poste de defensive tackle.

## Biographie
Issu de l'équipe universitaire des Spartans de Michigan State, il est sélectionné lors de la Draft 2006 de la NFL  à la 123e place par les Bengals de Cincinnati dont il a porté les couleurs de 2006 à 2016. 
En 2017, il s'engage pour deux saisons avec les Broncos de Denver.